# Maserati Alfieri
Pour les articles homonymes, voir Alfieri.
L'Alfieri est une voiture de sport de grand tourisme du constructeur automobile italien Maserati dont la production est attendue pour 2021.

## Concept-car
La Maserati Alfieri est préfigurée par le concept-car Maserati Alfieri concept présenté au Salon international de l'automobile de Genève 2014.